# Maréchal, nous voilà!
«Maréchal, nous voilà!» (en español Mariscal, ¡aquí estamos!) es una canción francesa creada para la gloria del mariscal Pétain. La letra es de André Montagard, también compositor, junto a Charles Courtioux, de la música, en realidad plagiada de la opereta La Margoton du bataillon de Casimir Oberfeld.

## Historia

### Creación
La canción fue creada en 1941 y publicada por las ediciones musicales de Ver Luisant. Esta editorial, dirigida en ese momento por Rolf Marbot (de origen alemán, cuyo nombre real es Albrecht Marcuse), produce otras canciones para la gloria de Philippe Pétain, como «La France de demain» o «La Marche des jeunes». Charles Courtioux fue el impresor de partituras musicales de Ver Luisant. 
En el momento de la declaración de la canción a la Société des auteurs, compositeurs et éditeurs de musique (SACEM), que detecta una "relación obvia" con una composición de Casimir Oberfeld, «La Margoton du bataillon», y advierte a Courtioux esta "extraña similitud" en una nota. Oberfeld, que era judío y uno de los primeros titulares de derechos de SACEM en vísperas de la ocupación alemana, bajo el régimen de Vichy pierde el derecho a depositar obras y la oportunidad de tocar su derechos de autor. Deportado a Auschwitz en 1943, murió durante una marcha de la muerte en 1945.
La música de «Maréchal, nous voilà!» también presenta un "parecido sorprendente" con una canción titulada «La Fleur au guidon» de Fredo Gardoni, dedicada al Tour de Francia de 1937. Esta y «Chant de l'avenir», canción de los Amigos Socialistas de 1938 (compuesta por Michel Emer y G. Aubry), son aparentemente otros ejemplos de influencia o plagio de «La Margoton du bataillon». La música de la canción «Nénufar» (1931) cantada por Alibert también está muy cerca de la de «Maréchal, nous voilà!».

### Bajo el régimen de Vichy
Durante la Segunda Guerra Mundial, durante la Ocupación, esta canción fue interpretada, entre otras, por Andréx y André Dassary (grabando por Pathé, acompañado por la orquesta de Marcel Cariven). 
«La Marsellesa» siguió siendo el himno principal de Francia durante este período y ocupa un lugar preponderante, lo que ilustra la voluntad del régimen de no abandonar los símbolos nacionales a la Resistencia. Pero no está oficialmente designado por escrito como el himno nacional. A menudo se sigue, en la Zona Libre, de «Maréchal, nous voilà!», que se convierte en el himno no oficial del Estado francés. La canción se emitió regularmente en las ondas de Radio París y Radio Nacional. Se interpretó en todos los territorios de Francia y el Imperio; esto sucedió particularmente en la mayoría de las escuelas, pero también en campamentos juveniles, cuarteles y reuniones de la milicia francesa. 
El coro muestra cuánto esta canción participa en gran medida en el culto a la personalidad creada alrededor de Petain desde 1940:

Maréchal, nous voilà !

Devant toi le sauveur de la France

Nous jurons, nous les gars

De servir et de suivre tes pas

Maréchal nous voilà !

Tu nous as redonné l’espérance

La Patrie renaîtra

Maréchal, Maréchal, nous voilà !
Mariscal, ¡aquí estamos!

Ante ti el salvador de Francia

Juramos, nosotros

Servir y seguir sus pasos

Mariscal, ¡aquí estamos!

Nos diste esperanza de nuevo

La Patria renacerá

Mariscal, Mariscal, ¡aquí estamos!

### Parodias
La canción fue un elemento importante de la propaganda de Vichy, pero a su vez, fue objeto de un panfleto contra Petain, y de parodias por parte de la Resistencia francesa como «Général, nous voilà!» dedicada a Charles de Gaulle, o «Maréchal, les voilà!» de Julien Clément.
La canción fue parodiada en 2003 bajo el título de «Raffarin nous voilà» por Jérôme Bourdellon en su álbum Chants and Danses du MEDEF, para caricaturizar a Jean-Pierre Raffarin durante los eventos intermitentes del espectáculo.

### Uso en la política francesa contemporánea
Varios medios franceses no se han privado de hacer un paralelo entre la canción, y el apellido de la sobrina de Jean-Marie Le Pen, Marion Maréchal.

## En la cultura popular

### Cine
La canción aparece en las siguientes películas:
- 2003 : Les Choristes de Christophe Barratier
- 2011 : La Guerre des boutons de Yann Samuell
- 2011 : La Nouvelle Guerre des boutons de Christophe Barratier
- 2016 : Le Voyage de Fanny de Lola Doillon

### Documental
- Maréchal, nous voilà ? – La propagande de Vichy (2008), por Jorge Amat y Denis Peschanski, 63 minutes, Lighthouses and Beacons Company.[22][23][24]

### Cómic
- Maréchal, nous voilà (2012) de Laurent Rullier (escenario) y Hervé Duphot (dibujo y color)[25]